# 53-тя паралель північної широти
53-тя паралель північної широти — лінія широти, що лежить на 53 градуси північніше земної екваторіальної площини. Вона проходить через Європу, Азію, Тихий океан, Північну Америку та Атлантичний океан.
На цій широті під час літнього сонцестояння сонце видно 16 годин 56 хвилин, а під час зимового сонцестояння — 7 годин 34 хвилини. Приблизно на 53°20′ північної широти, за 37 км на північ від цієї паралелі, під час червневого літнього сонцестояння сонце видно рівно 17 годин. Якщо широта в північній півкулі становить 53°47′ або менше, щодня в серпні можна спостерігати як астрономічний світанок, так і астрономічні сутінки.

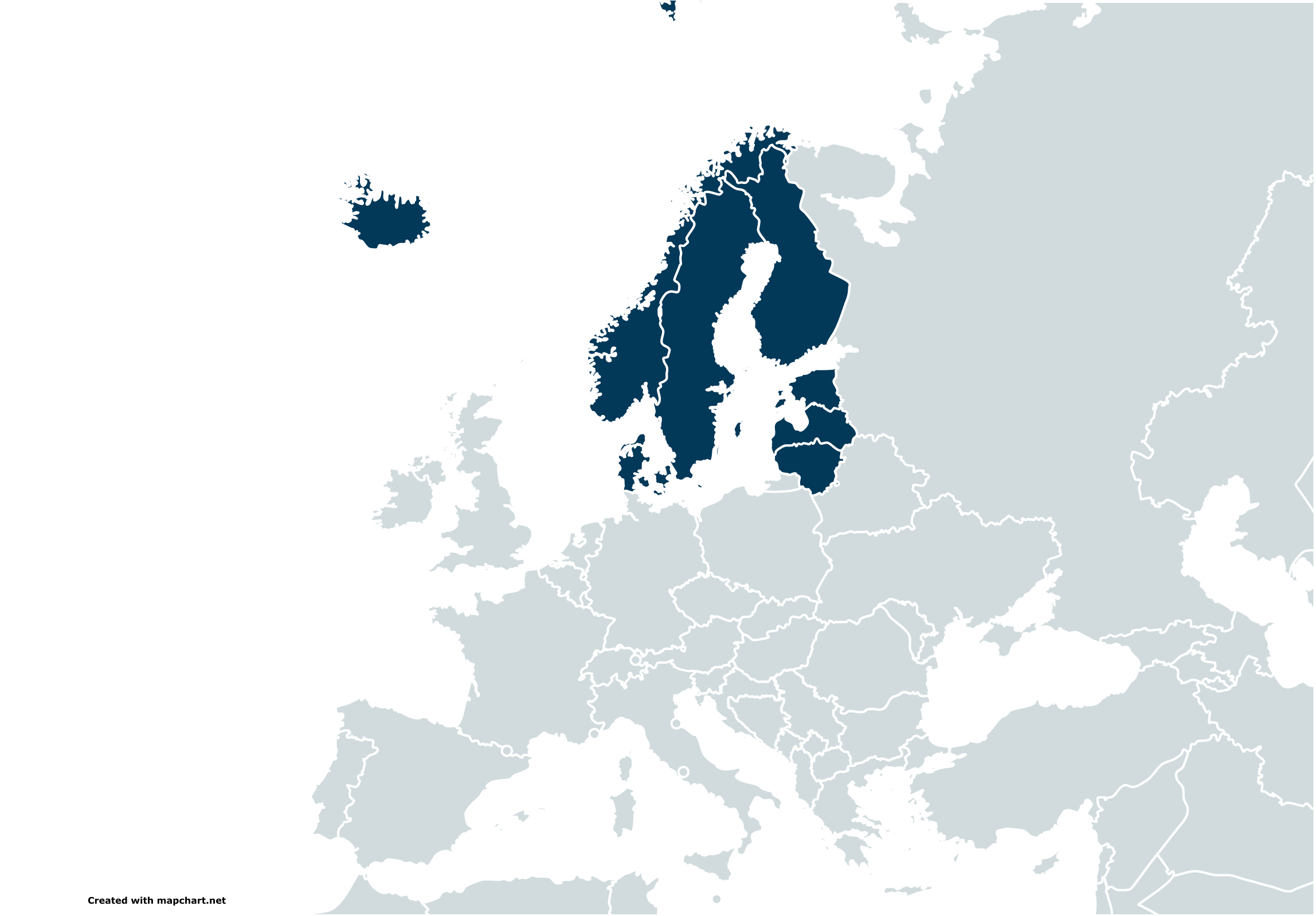
Європейські країни, що повністю лежать на північ від 53-тої паралелі північної широти

## Список географічних об'єктів, що перетинає 53° пн. ш.
Починаючи з Гринвіцького меридіану та рухаючись на схід, 53-тя паралель північної широти проходить через:
| Координати                                                   | Країна, територія або море | Примітки |
| ------------------------------------------------------------ | -------------------------- | --- |
| 52°0′ пн. ш. 0°0′ сх. д. / 52.000° пн. ш. 0.000° сх. д.      | Велика Британія            | Англія |
| 53°0′ пн. ш. 0°8′ сх. д. / 53.000° пн. ш. 0.133° сх. д.      | Північне море              | |
| 53°0′ пн. ш. 4°43′ сх. д. / 53.000° пн. ш. 4.717° сх. д.     | Нідерланди                 | Північна Голландія — проходить через острів Тесел |
| 53°0′ пн. ш. 4°47′ сх. д. / 53.000° пн. ш. 4.783° сх. д.     | Ватове море                | |
| 53°0′ пн. ш. 5°24′ сх. д. / 53.000° пн. ш. 5.400° сх. д.     | Нідерланди                 | Фрисландія Дренте Гронінген |
| 53°0′ пн. ш. 7°13′ сх. д. / 53.000° пн. ш. 7.217° сх. д.     | Німеччина                  | Нижня Саксонія Саксонія-Ангальт — приблизно на 10 км Бранденбург |
| 53°0′ пн. ш. 14°15′ сх. д. / 53.000° пн. ш. 14.250° сх. д.   | Польща                     | |
| 53°0′ пн. ш. 23°56′ сх. д. / 53.000° пн. ш. 23.933° сх. д.   | Білорусь                   | |
| 53°0′ пн. ш. 31°19′ сх. д. / 53.000° пн. ш. 31.317° сх. д.   | Росія                      | |
| 53°0′ пн. ш. 61°9′ сх. д. / 53.000° пн. ш. 61.150° сх. д.    | Казахстан                  | Приблизно на 10 км |
| 53°0′ пн. ш. 61°18′ сх. д. / 53.000° пн. ш. 61.300° сх. д.   | Росія                      | Приблизно на 7 км |
| 53°0′ пн. ш. 61°24′ сх. д. / 53.000° пн. ш. 61.400° сх. д.   | Казахстан                  | Приблизно на 12 км |
| 53°0′ пн. ш. 61°35′ сх. д. / 53.000° пн. ш. 61.583° сх. д.   | Росія                      | Приблизно на 18 км |
| 53°0′ пн. ш. 61°51′ сх. д. / 53.000° пн. ш. 61.850° сх. д.   | Казахстан                  | Приблизно на 4 км |
| 53°0′ пн. ш. 61°54′ сх. д. / 53.000° пн. ш. 61.900° сх. д.   | Росія                      | Приблизно на 15 км |
| 53°0′ пн. ш. 62°7′ сх. д. / 53.000° пн. ш. 62.117° сх. д.    | Казахстан                  | |
| 53°0′ пн. ш. 78°12′ сх. д. / 53.000° пн. ш. 78.200° сх. д.   | Росія                      | Проходить через озеро Байкал |
| 53°0′ пн. ш. 120°26′ сх. д. / 53.000° пн. ш. 120.433° сх. д. | КНР                        | Внутрішня Монголія Хейлунцзян |
| 53°0′ пн. ш. 125°41′ сх. д. / 53.000° пн. ш. 125.683° сх. д. | Росія                      | |
| 53°0′ пн. ш. 141°11′ сх. д. / 53.000° пн. ш. 141.183° сх. д. | Татарська протока          | |
| 53°0′ пн. ш. 141°54′ сх. д. / 53.000° пн. ш. 141.900° сх. д. | Росія                      | Проходить через острів Сахалін |
| 53°0′ пн. ш. 143°17′ сх. д. / 53.000° пн. ш. 143.283° сх. д. | Охотське море              | |
| 53°0′ пн. ш. 156°7′ сх. д. / 53.000° пн. ш. 156.117° сх. д.  | Росія                      | Проходить через Камчатський півострів |
| 53°0′ пн. ш. 158°53′ сх. д. / 53.000° пн. ш. 158.883° сх. д. | Тихий океан                | |
| 53°0′ пн. ш. 172°45′ сх. д. / 53.000° пн. ш. 172.750° сх. д. | США                        | Аляска — проходить через острів Атту |
| 53°0′ пн. ш. 172°48′ сх. д. / 53.000° пн. ш. 172.800° сх. д. | Берингове море             | |
| 53°0′ пн. ш. 169°45′ зх. д. / 53.000° пн. ш. 169.750° зх. д. | США                        | Аляска — проходить через острів Кагаміл |
| 53°0′ пн. ш. 169°40′ зх. д. / 53.000° пн. ш. 169.667° зх. д. | Берингове море             | |
| 53°0′ пн. ш. 168°55′ зх. д. / 53.000° пн. ш. 168.917° зх. д. | США                        | Аляска — проходить через острів Умнак |
| 53°0′ пн. ш. 168°37′ зх. д. / 53.000° пн. ш. 168.617° зх. д. | Тихий океан                | Аляскинська затока |
| 53°0′ пн. ш. 132°23′ зх. д. / 53.000° пн. ш. 132.383° зх. д. | Канада                     | Британська Колумбія – проходить через острови Хіббен, Морсбі та Луїз[en] |
| 53°0′ пн. ш. 131°41′ зх. д. / 53.000° пн. ш. 131.683° зх. д. | Протока Геката             | |
| 53°0′ пн. ш. 129°41′ зх. д. / 53.000° пн. ш. 129.683° зх. д. | Канада                     | Британська Колумбія — проходить через острови Естеван[en], Кампанія[en] і Принцесс-Роял та материк Альберта — проходить черед Едмонтон Саскачеван Манітоба — проходить через острови Вінніпегосіс і Вінніпег Онтаріо Нунавут — проходить через острів Акіміски |
| 53°0′ пн. ш. 80°50′ зх. д. / 53.000° пн. ш. 80.833° зх. д.   | Затока Джеймс              | |
| 53°0′ пн. ш. 78°58′ зх. д. / 53.000° пн. ш. 78.967° зх. д.   | Канада                     | Квебек Ньюфаундленд і Лабрадор Квебек – приблизно на 10 км Ньюфаундленд і Лабрадор |
| 53°0′ пн. ш. 55°46′ зх. д. / 53.000° пн. ш. 55.767° зх. д.   | Атлантичний океан          | |
| 53°0′ пн. ш. 9°25′ зх. д. / 53.000° пн. ш. 9.417° зх. д.     | Ірландія                   | Проходить через острів Ірландія Проходить через озеро Лох-Дерг[en] та Атай[en] |
| 53°0′ пн. ш. 6°3′ зх. д. / 53.000° пн. ш. 6.050° зх. д.      | Ірландське море            | |
| 53°0′ пн. ш. 4°26′ зх. д. / 53.000° пн. ш. 4.433° зх. д.     | Велика Британія            | Уельс — проходить через Сноудонію[en] та південніше гори Сноудон Англія — проходить через Сток-он-Трент та Ноттінгем |